# محمدصادق رنجکشان
محمدصادق رنجکشان (متولد ۱۳۳۰) سرمایه‌گذار و تهیه‌کنندهٔ ایرانی است. او برای سرمایه‌گذاری روی فیلم‌های متعدد شناخته‌شده‌است و از سرمایه‌گذاران مهم در سینمای ایران محسوب می‌شود.
رنجکشان مدیریت پردیس تئاتر شهرزاد را بر عهده دارد.

## زندگی

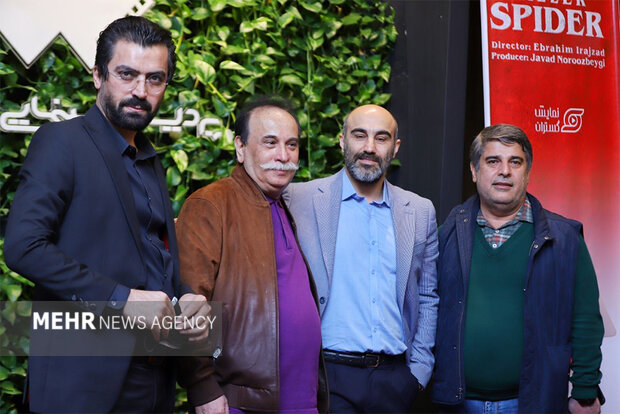
از چپ: ابراهیم ایرج‌زاد، محمدصادق رنج‌کشان، محسن تنابنده و جواد نوروزبیگی، اسفند ۱۴۰۰

رنجکشان زادهٔ ۱۳۳۰ است. او سالها در صنف آژانس‌های هواپیمایی مشغول بود و سپس به سرمایه‌گذاری در سینما و تئاتر روی آورد. او رئیس هیئت مدیره و پایه‌گذار شرکت مسافرتی دلتا بان است که بیست سال از تأسیس آن می‌گذرد. او برای فعالیت خود در صنعت گردشکری،بارها عنوان برگزیدهٔ ملی سال را از سازمان میراث فرهنگی و گردشگری دریافت کرده و  از موفق ترین و خوشنام ترین آزانس های گردشگری ایران میباشند.  حضور رنجکشان در حوزهٔ سینما با نقدهای گوناگون از سوی برخی سینماگران روبرو شده‌است.
غلامرضا موسوی دربارهٔ رنجکشان می‌گوید «مساله این است که گاهی یک سرمایه گذار مانند محمدصادق رنجکشان وارد سینما می‌شود که سرمایه مشخصی دارد و همه وی را می‌شناسند، اگر دعوایی با وی در سینما وجود داشت سر این بود که نباید به هیچ کسی پول اضافه دهد که او نیز بعد از مدتی کار کردن در سینما به این نتیجه می‌رسد که به همین سادگی پول در سینما بازگشت مالی ندارد. اما برخی از سرمایه گذاران هستند که بدون توجه به بازگشت مالی و فروش گیشه سرمایه کلانی را وارد سینما می‌کنند.»

## فیلم‌ها (سرمایه‌گذاری)
- متری شیش و نیم
- بی‌حسی موضعی
- سرکوب
- سرخپوست
- حدود ۸ صبح
- قاتل و وحشی
- هفته‌ای یک‌بار آدم باش
- خون شد
- شنای پروانه
- عنکبوت
- روسی